# Leonardo Riccati
Leonardo Adrián Ricatti Brunetti (Zárate, Provincia de Buenos Aires, Argentina, 1 de marzo de 1970) es un exfutbolista profesional argentino que se desempeñaba como volante.

## Trayectoria
Ricatti jugó para San Lorenzo  en la Primera División Argentina, Santiago Wanderers en la Primera División Chilena, y en el Slovan Bratislava y Dukla Banská Bystrica de la Superliga Eslovaca.
En 1996, Ricatti se vio envuelto en un extraño incidente, cuando fue a un periodo de prueba con el Avellino italiano, que en ese año disputaba la Serie C italiana. El presidente del club, Antonio Sibilia, le exigió a Ricatti que debía cortarse su cabello en 24 horas, o sino no se no sería fichado.

## Clubes
| Club                  | País       | Año       |
| --------------------- | ---------- | --------- |
| San Lorenzo           | Argentina  | 1988-1992 |
| Santiago Wanderers    | Chile      | 1992      |
| Slovan Bratislava     | Eslovaquia | 1993      |
| Aucas                 | Ecuador    | 1994      |
| Dukla Banská Bystrica | Eslovaquia | 1994      |
| Almirante Brown       | Argentina  | 1995-1996 |
| Giulianova Calcio     | Italia     | 1996-1997 |